# Cajundome
Cajundome är en inomhusarena i den amerikanska staden Lafayette i delstaten Louisiana. Den har en publikkapacitet på mellan 11 433 och 13 500 åskådare beroende på arrangemang. Inomhusarenan ägs av universitetet University of Louisiana at Lafayette. Cajundome började byggas den 27 juni 1982 och invigdes den 10 november 1985. Den används som hemmaarena för Louisiana Ragin' Cajuns basketlag (1985–) och tidigare av Louisiana Icegators (1995–2005).